# Fantasies & Delusions
Fantasies & Delusions è il primo album discografico di musica classica del cantante statunitense Billy Joel, pubblicato nel 2001.

## Tracce
1. Opus 3. Reverie ("Villa d'Este") – 9:31
2. Opus 2. Waltz # 1 ("Nunley's Carousel") – 6:58
3. Opus 7. Aria ("Grand Canal") – 11:08
4. Opus 6. Invention in C Minor – 1:04
5. Opus 1. Soliloquy ("On a Separation") – 11:26
6. Opus 8. Suite for Piano ("Star-Crossed"): I. Innamorato – 7:46
7. Opus 8. Suite for Piano ("Star-Crossed"): II. Sorbetto – 1:30
8. Opus 8. Suite for Piano ("Star-Crossed"): III. Delusion – 3:37
9. Opus 5. Waltz # 2 ("Steinway Hall") – 7:00
10. Opus 9. Waltz # 3 ("For Lola") – 3:28
11. Opus 4. Fantasy ("Film Noir") – 8:56
12. Opus 10. Air ("Dublinesque") – 3:46